# Raipur
Raipur pronunciationⓘ (Hindi: रायपुर) là thủ phủ của bang Chhattisgarh, Ấn Độ. Dân số năm 2006 là 700.113 (agglomeration). Raipur là thành phố agglomeration lớn thứ 55 ở Ấn Độ theo kết quả của cuộc điều tra dân số năm 2001. Thành phố này cũng là thủ phủ hành chính của quận Raipur. Nó đã là một phần của Madhya Pradesh trước khi bang Chhattisgarh được thành lập vào ngày 1 tháng 11 năm 2000. Một thành phố Đẳng cấp Thế giới Naya Raipur đang được phát triển gần Raipur.

## Lích sử
Căn cứ trên những tàn tích và một pháo đài còn lại ở phía Nam thành phố, một số nhà lịch sử tin rằng thành phố Raipur đã hiện diện thậm chí vào thế kỷ 9. Tuy nhiên, đa số các nhà lịch sử đồng ý rằng vua Rama Chandra Rai đã thành lập thành phố vào giai đoạn 25 năm cuối của thế kỷ 14. Lưu trữ ngày 13 tháng 12 năm 2009 tại Wayback Machine